# 多夫霍盧卡
49°10′59″N 23°40′59″E / 49.18306°N 23.68306°E
多夫霍盧卡（烏克蘭語：Довголука），是烏克蘭的村庄，位於該國西部利沃夫州，由斯特雷區赫拉博韋茨-杜利貝市鎮負責管轄，面積12.2平方公里，海拔高度362米，2022年人口700，人口密度每平方公里74.52人。